# Technomyrmex horni
Technomyrmex horni é uma espécie de formiga do gênero Technomyrmex.